# Böckh Hugó
Nagysuri Böckh Hugó (Budapest, 1874. június 15. – Budapest, 1931. december 6.) geológus, a selmecbányai Bányászati és Erdészeti Főiskola professzora, az alkalmazott földtan kiváló művelője, főbányatanácsos, helyettes államtitkár, a Magyar Királyi Földtani Intézet igazgatója, az MTA levelező tagja, a Magyarhoni Földtani Társulat és e társulat Hidrológiai Szakosztályának tiszteleti tagja.
Apja Böckh János geológus volt, apósa Kresz Géza orvos.

## Tanulmányai
Budapesten 1898-ban középiskolai tanári oklevelet szerzett. Münchenben folytatta tanulmányait, ahol  1899-ben doktorált Nagy-Maros környékének földtani viszonyai című disszertációjával.

## Oktatói munkája
1896 és 1898 között a budapesti műegyetem ásvány- és földtani tanszékén tanársegéd volt. 1899-től a selmecbányai Bányászati és Erdészeti Főiskola nyilvános, rendkívüli tanára, ahol ásványtant, őslénytant, földtant és teleptant oktatott. 1910-ben nyilvános rendes tanárnak nevezték ki. 1910-ben főbányatanácsos lett. Az Akadémián 1914-ig végzett oktatási tevékenységet.

## Gyakorlati tevékenysége
1914-ben a Pénzügyminisztériumba került, miniszteri tanácsosi rangban a bányászati kutatásokat irányította. 1918 és 1921 között az állami monopóliumok és kutatások igazgatói teendőit látta el. Az állami szolgálatból kilépve egy angliai olajtársasággal megalapította a Hungarian Oil Syndicate Ltd. nevű vállalkozást a hazai kőolajkutatások meggyorsítása érdekében. 1923-ban az Anglo-Persian Oil Company geológiai tanácsadója lett. 1926 és 1928 között sikeres kőolajkutatásokat irányított Perzsiában, Venezuela és Kolumbia területén, valamint Guetemalában és Trinidadban. 1928-ban és 1929-ben az albániai és perzsiai kőolajkutatásokat vezette. 1929-ben tért vissza Magyarországra. Itthon helyettes államtitkári rangban a Magyar Állami Földtani Intézet igazgatói teendőit látta el. Állami megbízás alapján a magyarországi kőolaj- és földgázkutatások irányítója volt. 1909-ben Lóczy Lajossal és Papp Károllyal közösen Erdély területén feltárta a nagy kiterjedésű kissármási földgáztelepeket. Nyitra vármegye területén 1915-ben az egbelli, míg 1918-ban Horvátországban a bujavicai földgázlelőhelyeket tárta fel.
Az Alföldön 1918-ban kezdte el a kutatásokat, a világon elsőként sikerrel alkalmazta a kőolajkutatásban az Eötvös Loránd által kifejlesztett torziós ingát.
1915-ben a Magyar Tudományos Akadémia levelező tagjává választották. 1930-tól a Szent István Akadémia rendes, a Magyarhoni Földtani Társulat tiszteleti tagja.

## Szakirodalmi munkássága
- Geológia. I-II. Főiskolai tankönyv. 1904
- Az erdélyi medence földgázt tartalmazó antiklinálisairól. 1911
- Brachyantiklinálisok és dómok kimutatása torziós mérleggel végzett nehézségi mérések adatai alapján. 1917 (németül is)
- Mining and stone industry in Hungary. (Lázár Zoltánnal és Papp Simonnal. 1920
- Contribution to the stratigraphy and tectonics of the Iranian Ranges. London. 1929

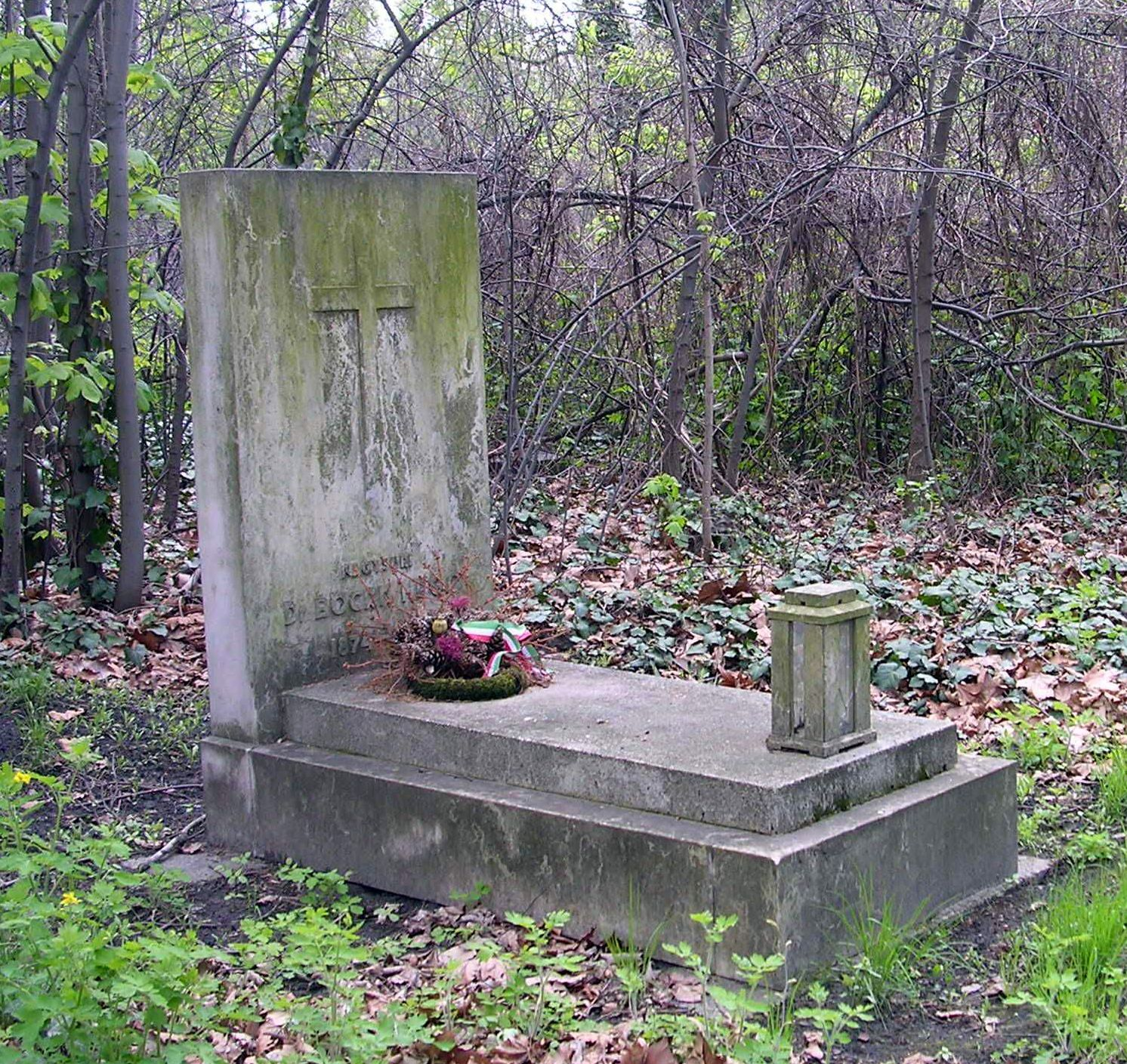
Sírja a Fiumei úti sírkertben